# Thomisus kokiwadai
Thomisus kokiwadai là một loài nhện trong họ Thomisidae.
Loài này thuộc chi Thomisus. Thomisus kokiwadai được Pawan U. Gajbe miêu tả năm 2004.